# Stor-Brännvinstjärnen
Stor-Brännvinstjärnen är en sjö i Kalix kommun i Norrbotten och ingår i Kalixälvens huvudavrinningsområde. Stor-Brännvinstjärnen ligger i Torne och Kalix älvsystem Natura 2000-område.